# Orazio Antinori
Orazio Antinori (Perugia, 28 de octubre de 1811 – Lit Marefià, Shewa, 26 de agosto de 1882) fue un explorador, botánico y zoólogo italiano.

## Biografía

### Primeros años
Nació en el seno de una antigua familia noble, siendo su padre el marqués Giacomo Antinori y su madre la condesa Tommasa Bonaini-Boldrini. Muy atraído por la zoología, comenzó a interesarse por la ornitología desde muy joven. Sus pasiones fueron el dibujo, el trabajo manual y la caza. Estudió historia natural en Perugia y en Roma, convirtiéndose también en un experto capturador de animales y taxidermista. 
En 1838 se trasladó a Roma, donde colaboró con el príncipe Charles Lucien Bonaparte, ilustrando las obras Iconografia della Fauna Italica y Conspectus generum avium. En 1848 se alistó como oficial en el ejército papal, participando en la campaña del Véneto. Ardiente patriota, seguidor de Giuseppe Mazzini, fue elegido diputado de la Asamblea Constituyente de la República Romana. 
Se había unido a la masonería pero no se conoce su fecha de afiliación; en la Asamblea Constituyente Masónica de 1864 fue elegido para la dirección del Gran Oriente de Italia.

### Exploraciones por África
En 1853 inició su actividad como explorador territorial en África. En 1854, acompañó a Cristina Trivulzio Belgiojoso a Siria, visitando también Asia Menor. En 1859 partió de nuevo hacia Egipto, navegó por el Nilo Blanco con el geógrafo francés Guillaume Lejean, y llegó hasta Darfur en el Sudán. En 1860 remontó el Nilo Blanco con Alessandro Vayssière y Carlo Piaggia, llegando a su confluencia con el río Bahr el-Ghazal.
Vendió su colección ornitológica al Museo de Historia Natural de Turín. En mayo de 1867 fundó en Florencia la Sociedad Geográfica Italiana, junto a Cristoforo Negri y Cesare Correnti. Luego de una extensa estancia en Túnez, representó a Italia en la inauguración del canal de Suez, el 17 de noviembre de 1869.
Antinori tomó parte en la expedición del naturalista Odoardo Beccari a Etiopía, recolectando especímenes de flora y fauna, y realizando numerosas observaciones, especialmente ornitológicas. En febrero de 1870 zarpó de Génova junto con Beccari y el geólogo Arturo Issel. Desde la ciudad costera de Asab, continuaron hacia Massawa y luego, en compañía del explorador Ferdinando Bonichi, avanzaron hacia el interior del norte de Eritrea, visitando la estación colonial de Sciotel, activa desde 1865 pero en ese momento en estado de abandono. Beccari e Issel regresaron en 1870, mientras que Antinori permaneció en Abisinia hasta 1872.

### Últimos años
A su retorno a Italia, fue secretario de la Sociedad Geográfica de Italia. En 1874, Antinori estudió los lagos salados y secos (chott) cercanos a la ciudad de Túnez. En 1876 formó parte de una expedición que partió de Zeila hacia la provincia de Shewa en Etiopía, junto a Gustavo Chiarini y Antonio Cecchi. Tuvieron un encuentro con el negus Menelik II en Liche, obteniendo su permiso para construir una estación geográfica, científica y hospitalaria en Let Marefià, cerca de Ankober, que se convertiría en punto de partida de las expediciones coloniales italianas.
Un accidente fortuito de caza le privó de su mano derecha, dejándole inactivo. Murió tras una corta enfermedad en Lit Marefià.

## Obra
- Catalogo descrittivo di una collezione di uccelli, fatta nell'interno dell'Affrica centrale nord dal maggio 1859 al luglio 1861. Milán 1864 doi:10.5962/bhl.title.48862
- Viaggio dei Signori O. Antinori, O. Beccari ed A. Issel nel mar Rosso, nel territorio dei Bogos e regioni circostanti durante gli anni 1870-71. Génova 1873 doi:10.5962/bhl.title.53555
- La abreviatura «Antinori» se emplea para indicar a Orazio Antinori como autoridad en la descripción y clasificación científica de los vegetales.[1]

## Abreviatura (zoología)
La abreviatura Antinori  se emplea para indicar a Orazio Antinori como autoridad en la descripción y taxonomía en zoología.